# Kąty (Zawadzkie)
Kąty – peryferyjna część miasta Zawadzkie w Polsce, położona w województwie opolskim, w powiecie strzeleckim, w gminie Zawadzkie.
Leżą wśród obszarów leśnych wzdłuż ulicy Czarnej na północny zachód od centrum Zawadzkich.
Włączone do osiedla Zawadzkie 31 grudnia 1961 z gromady Pietrówka. 18 lipca 1962 Zawadzkie otrzymały status miasta, w związku z czym Kąty stały się obszarem miejskim.